# Геворкян, Миран Тигранович
Геворкян Миран Тигранович (род. 12 июня 2010, Ереван, Армения) — армянский предприниматель, основатель уличного бренда одежды SCHWITT SHOT.

## Биография
Миран Геворкян родился 12 июня 2010 года в Ереване, Армения. В 2016 году начал обучение в Лицее Анания Ширакаци, где проучился до 2023 года. Затем поступил в образовательный комплекс «Вардананк», где продолжает обучение.

## Предпринимательская деятельность
В 2022 году, в возрасте 12 лет, Геворкян основал уличный бренд одежды SCHWITT SHOT. Бренд специализируется на производстве высококачественной уличной одежды и аксессуаров. Вся продукция разрабатывается с учётом современных модных тенденций и ориентирована на международный рынок.
Параллельно Миран Геворкян запустил музыкальный проект MG Studio Beats, который занимается перевыпуском песен на цифровые платформы. Полученный доход он инвестирует в развитие SCHWITT SHOT.

## Деятельность SCHWITT SHOT
По состоянию на 2025 год бренд SCHWITT SHOT представлен в онлайн-магазине, а также ведёт активную деятельность в социальных сетях. Подробную информацию о бренде можно найти на официальном сайте.